# Екатерина Генриетта де Бурбон
Екатерина Генриетта де Бурбон (Мадемуазель де Вандом, фр. Catherine Henriette de Bourbon; 26 марта 1596, Руан, Нормандия, Франция — 20 июня 1663, Париж) — внебрачная дочь короля Франции Генриха IV Бурбона и его официальной фаворитки Габриэль д’Эстре, родная сестра Сезара де Вандома, единокровная сестра короля Людовика XIII Справедливого.

## Биография
Родилась в 1596 году в Руане. Была вторым ребёнком, первой и единственной дочерью Генриха IV и Габриэль д’Эстре (позднее у них родился второй сын Александр). Крещена 14 ноября 1596 года по протестантскому обряду в церкви Св. Уана в Руане, в тот же день получила титул герцогини де Вандом и была названа Екатериной в честь младшей сестры своего отца и близкой подруги матери инфанты Екатерины де Бурбон.
В 1599 года в возрасте трёх лет Екатерина Генриетта лишилась матери, которая была отравлена во время беременности, и в результате её смерти унаследовала от Габриэль герцогство Бофор и часть её состояния. Ещё через одиннадцать лет, в мае 1610 года, заговорщиками был убит Генрих IV, и опеку над Екатериной Генриеттой вынуждена была взять вдова короля, Мария Медичи, которая буквально ненавидела бастардов своего покойного супруга.
Екатерина Генриетта должна была выйти замуж за Генриха II Бурбона, 3-го принца Конде, но по неизвестным причинам эта идея была отброшена. 20 июня 1619 года в Лувре Екатерина Генриетта обвенчалась с Шарлем II Лотарингским, 2 герцогом д’Эльбёф, графом д’Аркур и пэром Франции, старшим сыном Карла I де Гиз-Лоррена и Маргариты де Шабо. С замужеством Екатерина Генриетта приняла титул «Её Высочество герцогиня д’Эльбёф», но более известна была, как «Узаконенная герцогиня» или «Мадемуазель де Вандом». Брак Екатерины Генриетты и Шарля оказался счастливым, у них родилось шестеро детей:
- Карл III де Гиз (1620—1692) — 3 герцог д’Эльбёф, граф де Лиллебонн, граф де Рьё и барон д’Ансени из Лотарингского дома, пэр Франции, отец Сюзанны Генриетты Лотарингской;
- Анри Лотарингский (1622—1648) — аббат Омблиер;
- Франсуа Луи Лотарингский (1623—1694) — граф д’Аркур. В 1645 году женился на Анне д’Орнано, имел шестерых детей;
- Франсуа Мари Лотарингский (1624—1694) — принц де Лильбонн. Был дважды женат, в первый раз на своей двоюродной тётке Кристине д’Эстре (1640—1658), во второй раз на Анне Лотарингской (1639—1720), дочери герцога Карла IV, от которой имел девять детей;
- Катерина Лотарингская (1626—1645) — монахиня в Порт-Ройал;
- Мария Маргарита Лотарингская (1629—1679) — мадемуазель де Эльбёф.

Шарль сделал неплохую карьеру, стал губернатором Нормандии и Пикардии. В борьбе французской знати против кардинала Ришельё был на стороне последнего, принял участие в осаде Ла-Рошели. Умер 5 ноября 1657 года на свой шестьдесят первый день рождения.
Со смертью Шарля Екатерина Генриетта стала носить титул вдовствующей герцогини Эльбёф-Лотарингской. Она умерла в Париже 20 июня 1663 года на сорок четвёртую годовщину своей свадьбы, в возрасте 67 лет.